# 切雷西奥港
切雷西奥港（義大利語：Porto Ceresio）是意大利瓦雷泽省的一个市镇。总面积5平方公里，人口3063人，人口密度612.6人/平方公里（2009年）。国家统计（ISTAT）代码为012113。

## 友好城市
- 波蘭奧古斯圖夫